# Busdriver
Busdriver (född som Regan John Farquhar den 12 februari 1978) är en amerikansk rappare från Los Angeles. 

## Diskografi

### Studioalbum
- Memoirs of the Elephant Man (1999)
- This Machine Kills Fashion Tips (2002 compilation, recorded 1995–2001)
- Temporary Forever (2002)
- Heavy Items Such As Books, Record Albums, Tools (2003)
- Cosmic Cleavage (2004)
- Fear of a Black Tangent (2005)
- RoadKillOvercoat (2007)
- Jhelli Beam (2009) [3]
- Computer Cooties (2010)
- Wirftgu and I (2011)
- Beaus$Eros (2012)
- Perfect Hair (2014)
- Electricity is on Our Side (2018)

### Singlar
- Imaginary Places (2002)
- Avantcore (2005)
- Take Two Copies with Z-Trip on Shifting Gears Hollywood Records (2005)
- Kill Your Employer (2006)
- Sun Shower (2007)
- Ellen Disingenuous (2008)
- Me-Time (With the Pulmonary Palimpsest) (2009)
- Leaf House (Animal Collective cover) (2011)